# ラムノガラクツロナンアセチルエステラーゼ
ラムノガラクツロナンアセチルエステラーゼ(Rhamnogalacturonan acetylesterase、EC 3.1.1.86)は、ラムノガラクツロナンIのα-D-ガラクツロン酸の2-O-アセチル基または3-O-アセチル基を切断する酵素である。系統名は、2/3-O-アセチル-α-D-ガラクツロン酸 O-アセチルヒドロラーゼ(2/3-O-acetyl-alpha-D-galacturonate O-acetylhydrolase)である。